# Demi-brigade
La demi-brigade ("semi-brigata") era una formazione militare introdotta dall'esercito francese durante le guerre rivoluzionarie. Radunava le varie formazioni della fanteria in una singola unità, ed era comandata da uno chef de brigade.
Il nome fu scelto per evitare la connotazione da Ancien Régime del termine "Régiment". Napoleone Bonaparte impose l'abbandono della denominazione nel 1803, e le demi-brigade furono ribattezzate reggimenti. Il termine fu reintrodotto più tardi per alcune unità come la 13ª Demi-Brigade della Legione straniera, l'unica demi-brigade permanente nel moderno esercito francese.

## Storia
L'Assemblea nazionale francese votò la guerra all'Austria il 20 aprile 1792, e la Prussia scese in guerra contro la Francia. Il 1792 si concluse favorevolmente per la Francia, con la conquista dei Paesi Bassi e di parte della Germania. Tuttavia con l'inizio del 1793 la Francia si ritrovò in guerra con la Prima coalizione, comprendente la Gran Bretagna, gli stati tedeschi, il Regno di Sardegna e la Spagna, oltre all'Austria e alla Prussia.
Per la metà del 1793 la Francia aveva perso quanto conquistato l'anno precedente, combatteva su più fronti e rischiava l'invasione del territorio nazionale. In uno sforzo di ribaltare la situazione si presero provvedimenti. Alla fine di agosto, su ispirazione di Lazare Carnot si introdusse la coscrizione di massa per i giovani non sposati; contemporaneamente fu approvata una legge che istituiva le demi-brigade.
Il problema principale della fanteria della Francia rivoluzionaria era la mancanza di omogeneità; l'esercito comprendeva tre tipi di fanteria, differenti fra loro per uniforme, organizzazione, equipaggiamento e salario:
1. fanteria regolare, discendente dai vecchi reggimenti reali, relativamente ben addestrata ed equipaggiata, vestita con uniformi bianche
2. unità della guardia nazionale, addestrate ed equipaggiate in misura inferiore, con uniformi blu
3. fédéré, battaglioni di volontari, poco addestrati ed equipaggiati, senza altra uniforme che un berretto frigio rosso ed una coccarda tricolore.

Le differenze fra unità creavano problemi logistici, ed una certa animosità, dovuta ai differenti salari.
La finalità della demi-brigade era quella di fondere formazioni dei tre tipi in una singola unità, con identici equipaggiamento, organizzazione, paga ed uniforme. Una demi-brigade consisteva di tre battaglioni di fanteria: uno di regolari (dai vecchi reggimenti reali), e due di volontari o della guardia nazionale. Ogni battaglione aveva la stessa organizzazione su una compagnia di granatieri e otto compagnie di fucilieri. Sulla carta una demi-brigade contava 2.437 uomini e quattro cannoni.
La leva di massa aveva portato l'esercito, per l'agosto 1794, ad oltre un milione di uomini. La demi-brigade creò un metodo semplice per organizzare la fanteria; data la corrente situazione bellica, non ne furono formate sino al principio del 1794. Le diverse demi-brigade furono organizzate in fanteria di linea (demi-brigade de Bataille, 1792-96 e demi-brigade d'Infanterie de Ligne, 1796-1803) e fanteria leggera (Demi-brigade d'Infanterie Légère); mancavano tuttavia di uniformità per quel che riguarda l'equipaggiamento e l'armamento. Col progredire delle guerre rivoluzionarie, le demi-brigade furono dotate di uniformi specifiche.
Alla fine del 1794 la Francia completò la riconquista dei Paesi Bassi e della Renania. La demi-brigade sopravvisse alla transizione politica verso il Direttorio del 1795, alla fine della Prima coalizione, al conflitto con la Seconda coalizione e all'ascesa al potere di Napoleone del 1799, col Consolato.
Con la pace di Amiens, Napoleone ordinò la reintroduzione del termine "reggimento". Le demi-brigade vennero così rinominate.